# Livio Parasuco
Livio Parasuco (Trieste, 23 luglio 1960) è un ex hockeista su pista e allenatore di hockey su pista italiano.

## Palmarès

### Club

#### Titoli nazionali
- Campionato italiano: 4

Novara: 1986-1987, 1987-1988, 1992-1993, 1993-1994
- Coppa Italia: 4

Novara: 1986-1987, 1987-1988, 1992-1993, 1993-1994

#### Titoli internazionali
- Coppa delle Coppe: 1

Roller Monza: 1994-1995
- Coppa CERS/WSE: 2

Novara: 1991-1992, 1992-1993

### Nazionale
- Campionato mondiale: 1

Sertãozinho 1986

### Club

#### Titoli nazionali
- Campionato italiano: 3

Novara: 1998-1999, 1999-2000, 2000-2001
- Coppa Italia: 3

Novara: 1998-1999, 1999-2000, 2000-2001
- Coppa di Lega: 3
- Novara: 1998-1999, 1999-2000, 2000-2001